# Kristina Wagner
Kristina Wagner, nacida como Kristina Kay Crump (Indianápolis, Indiana; 30 de octubre de 1962), es una actriz estadounidense de cine y televisión, reconocida por su papel como Felicia Jones Scorpio en la popular telenovela General Hospital. También actuó en la serie de televisión Hotel a finales de la década de 1980. En cine ha registrado apariciones en películas como Double Dragon (1994), A Low Down Dirty Shame (1994) y The Storyteller (2017).

## Filmografía

### Cine y televisión
| Año          | Título                                       | Papel                 | Notas         |
| ------------ | -------------------------------------------- | --------------------- | ------------- |
| 1984–2005    | General Hospital                             | Felicia Jones Scorpio | Papel regular |
| 1988         | Hotel                                        | Susan Atwell          |               |
| 1994         | Double Dragon                                | Linda Lash            |               |
| 1994         | A Low Down Dirty Shame                       | Lisa                  |               |
| 1994         | Men Who Hate Women & the Women Who Love Them | Lacey                 | Telefilme     |
| 2007–08      | General Hospital                             | Felicia Jones Scorpio | Papel regular |
| 2012–present | General Hospital                             | Felicia Jones Scorpio | Papel regular |
| 2015–16      | When Calls the Heart                         | Nora Avery            | Papel regular |
| 2017         | The Storyteller                              | Dra. Gordon           |               |